# 甄翟兒
甄翟儿（?—?），隋末起义军领袖，历山飞魏刀兒别将。
大业十二年（616年）四月初七，甄翟儿率众十万攻打太原，隋将潘长文兵败身亡。隋炀帝命右骁卫将军唐国公李渊为太原留守，虎贲郎将王威、虎牙郎将高君雅为副，率兵讨伐甄翟儿。与甄翟儿遭遇在雀鼠谷，李渊属下几千人，甄翟儿军将李渊包围好几重。李世民率精兵救援李渊，从万众之中救出李渊，隋军步兵赶到，合击大破甄翟儿。